# Szermierka na Letnich Igrzyskach Olimpijskich 1924
Szermierka na VIII Letnich Igrzyskach Olimpijskich w Paryżu była rozgrywana od 27 czerwca do 18 lipca 1924 r. Zawody odbyły się w Vélodrome d'hiver. Po raz pierwszy w historii igrzysk w szermierce wystartowały również kobiety.

## Klasyfikacja medalowa
| Lp. | Państwo         | złoto | srebro | brąz | Razem |
| --- | --------------- | ----- | ------ | ---- | ----- |
| 1   | Francja         | 3     | 3      | 0    | 6     |
| 2   | Belgia          | 1     | 2      | 1    | 4     |
| 3   | Węgry           | 1     | 1      | 2    | 4     |
| 4   | Dania           | 1     | 0      | 1    | 2     |
| 4   | Włochy          | 1     | 0      | 1    | 2     |
| 6   | Wielka Brytania | 0     | 1      | 0    | 1     |
| 7   | Holandia        | 0     | 0      | 1    | 1     |
| 8   | Szwecja         | 0     | 0      | 1    | 1     |

## Medaliści

### Mężczyźni
| Złoto | Srebro | Brąz |
| Floret (ind., druż.) | | |
| Roger Ducret | Philippe Cattiau | Maurice Van Damme |
| Francja Lucien Gaudin · Philippe Cattiau · Jacques Coutrot · Roger Ducret · Henri Jobier · André Labatut · Guy de Luget · Joseph Perotaux       | Belgia Désiré Beaurain · Charles Crahay · Fernand de Montigny · Maurice Van Damme · Marcel Berré · Albert De Roocker                 | Węgry László Berti · Sándor Pósta · Zoltán Schenker · Ödön Tersztyánszky · István Lichteneckert                                    |
| Szpada (ind., druż.) | | |
| Charles Delporte | Roger Ducret | Nils Hellsten |
| Francja Lucien Gaudin · Georges Buchard · Roger Ducret · André Labatut · Robert Liottel · Alexandre Lippmann · Georges Tainturier               | Belgia Paul Anspach · Joseph De Craecker · Charles Delporte · Fernand de Montigny · Ernest Gevers · Léon Tom                         | Włochy Giulio Basletta · Marcello Bertinetti · Giovanni Canova · Vincenzo Cuccia · Virgilio Mantegazza · Oreste Moricca            |
| Szabla (ind., druż.) | | |
| Sándor Pósta | Roger Ducret | János Garay |
| Włochy Renato Anselmi · Guido Balzarini · Marcello Bertinetti · Bino Bini · Vincenzo Cuccia · Oreste Moricca · Oreste Puliti · Giulio Sarrocchi | Węgry László Berti · János Garay · Sándor Pósta · József Rády · Zoltán Schenker · László Széchy · Ödön Tersztyánszky · Jenő Uhlyárik | Holandia Adrianus de Jong · Jetze Doorman · Hendrik Scherpenhuijzen · Jan van der Wiel · Maarten van Dulm · Henri Wijnoldy-Daniëls |

### Kobiety
| Złoto         | Srebro       | Brąz            |
| Floret (ind.) |              |                 |
| Ellen Osiier  | Gladys Davis | Grete Heckscher |

## Uczestnicy
Udział wzięło 240 szermierzy z 23 krajów:

- Argentyna (13)
- Austria (5)
- Belgia (19)
- Chile (1)
- Czechosłowacja (7)
- Dania (11)
- Egipt (3)
- Francja (24)
- Grecja (6)
- Hiszpania (13)
- Holandia (17)
- Kuba (6)
- Norwegia (4)
- Polska (5)
- Portugalia (10)
- Stany Zjednoczone (21)
- Szwajcaria (10)
- Szwecja (9)
- Turcja (1)
- Urugwaj (6)
- Węgry (10)
- Wielka Brytania (20)
- Włochy (19)